# Lőrincz László (jogász)
Lőrincz László (Brassó, 1925. január 11. –) jogász, jogi szakíró, egyetemi tanár, társadalomkutató, államtitkár.

## Életútja
A középiskolát szülővárosában és a sepsiszentgyörgyi Székely Mikó Kollégiumban (1945), jogi tanulmányait a Bolyai Tudományegyetemen (1949) végezte, a Móricz Zsigmond Kollégium tagja (1945–48). Doktori címet a leningrádi egyetemen szerzett (1953). Pályáját mint előadótanár a bukaresti egyetem jogi fakultásán kezdte (1954–56), az RNK Akadémiájának titkára, a Külügyminisztérium munkatársa, az Akadémiai Könyvkiadó főszerkesztője (1958–63), az Akadémia Jogtudományi Intézetének főmunkatársa, 1971-től a Politikai Tudományok és a Nemzeti Kérdés Tanulmányi Intézetének aligazgatója. 1977-től egyetemi tanár, 1977–78-ban a Nevelés- és Oktatásügyi Minisztériumban államtitkár. Támogatásával kísérletek történtek az ipari líceumi oktatás keretében a magyar nyelvű szakképzés és szaktankönyv-kiadás megteremtésére s a magyar iskolarendszer elsorvasztásának megakadályozására, valamint egy tanítóképző tagozat visszaállítására a nagyenyedi Bethlen Gábor Kollégiumban, de mindezért eltávolították a minisztériumból és áthelyezték a Ștefan Gheorghiu Főiskolára. 1990-től a kisebbségi élet jogi szabályozásának több kérdéséről közölt cikkeket A Hétben és a Romániai Magyar Szóban.
Első írását a Népi Egység közölte 1944 őszén. Társadalompolitikai cikkei az Előre, Művelődés, Korunk, Könyvtári Szemle, TETT hasábjain jelentek meg; román, francia, orosz nyelvű szaktanulmányaival a Studii și Cercetări Juridice, Revista Română de Drept, Cercetări Filozofice, Viitorul Social, Studii și Cercetări de Documentare și Bibliologie, Revista bibliotecilor, Arbitrajul, Apărarea Patriei, Era Socialistă és más folyóiratok, kiadványok hasábjain találkozunk. Témaköre az államelmélet, a kontinuitás és diszkontinuitás a demokrácia fejlődésében, a polgári állam felbontása.
Ifjúkorában részt vett a MADOSZ munkájában, majd az MNSZ végrehajtó bizottságának tagja. 1989-es romániai forradalom után a romániai magyar kisebbség kulturális autonómiájáért vívott küzdelmek résztvevője. 1990. júliusában a Független Magyar Párt elnökévé választották, e párt és lapja támogatta a kisebbségi parlament tervét és azt, hogy a magyar nyelv legyen a magyarok által lakott területen teljes jogú államnyelv.

## Kötete
- Democrația burgheză (monográfia, 1968).